# Borisław Sofia
Borisław Sofia (bułg. СК "Борислав" (София)) – bułgarski klub piłkarski z siedzibą w stolicy kraju, mieście Sofia, działający w latach 1921–1948.

## Historia
Chronologia nazw:
- 1921: Borisław Sofia (bułg. СК "Борислав" (София))
- 1935: Borisław Sofia (bułg. СК "Борислав" (София)) – po dołączeniu Pobeda Sofia
- 1936: Borisław Sofia (bułg. СК "Борислав" (София)) – po wyjściu z fuzji Pobeda Sofia
- 1948: klub rozwiązano – po fuzji z "Jedinstwo" (Gewgelijski kwartał, Sofia), tworząc "Botew" (Krasno Seło, Sofia)

Klub Sportowy o nazwie Borisław został założony w Sofijskiej dzielnicy Krasno Seło w 1921 roku. Zespół brał udział w pierwszych zorganizowanych meczach mistrzostw Sofijskiego Związku Piłki Nożnej w sezonie 1921/22, a także w następnym sezonie 1922/23, kiedy doszło do rozłamu i stołeczne kluby zostały podzielone na Sofijską Ligę Sportową oraz Sofijski Związek Sportowy. Po zakończeniu sezonu zespół uplasował się na 5 pozycji w Sofijskiej Lidze Sportowej. Po zakończeniu sezonu doszło do porozumienia pomiędzy dwoma organizacjami i w sezonie 2023/24 startowała jedyna Sofijska dywizja. W 1924 zespół zajął 7.miejsce w tabeli pierwszej dywizji, a w 1925 spadł na ostatnią 9.pozycję i został zdegradowany do II dywizji. W sezonie 1932/33 klub powrócił do pierwszej dywizji, ale nie utrzymał się w niej i spadł z powrotem do drugiej dywizji.
W 1948 roku klub został rozwiązany, wskutek fuzji z osiedlowym klubem "Jedinstwo" (Gewgelijski kwartał, Sofia), tworząc "Botew" (Krasno Seło, Sofia).

## Barwy klubowe, strój, herb, hymn
|  |  |

Klub ma barwy biało-czarne. Piłkarze domowe spotkania zazwyczaj grają w białych koszulkach, czarnych spodenkach oraz białych getrach.

## Sukcesy

### Trofea międzynarodowe
Do chwili obecnej klub jeszcze nigdy nie zakwalifikował się do rozgrywek europejskich.

### Trofea krajowe
| \| \| Zdobyte trofea w rozgrywkach Bułgarii (stan na: 31-05-2024) \| |                                                             |      |                                             |
| Rozgrywki                                                            | Osiągnięcie                                                 | Razy | Sezon(y)                                    |
| · Mistrzostwo                                                        | I miejsce                                                   | 0    |                                             |
| · Mistrzostwo                                                        | II miejsce                                                  | 0    |                                             |
| · Mistrzostwo                                                        | III miejsce                                                 | 0    |                                             |
| Puchar                                                               | zdobywca                                                    | 0    |                                             |
| Puchar                                                               | finalista                                                   | 0    |                                             |
| II liga                                                              | I miejsce                                                   | 0    |                                             |
| II liga                                                              | II miejsce                                                  | 0    |                                             |
| II liga                                                              | III miejsce                                                 | 0    |                                             |
| II liga                                                              | 5.miejsce                                                   | 2    | 1922 (Sofijski SF), 1923 (gr.B Sofijski SF) |
| Bułgaria                                                             | Zdobyte trofea w rozgrywkach Bułgarii (stan na: 31-05-2024) |      |                                             |

- II Sofijska diwizija (D3):
  - mistrz (1x): 1930/31

## Poszczególne sezony

### Rozgrywki międzynarodowe

#### Europejskie puchary
Nie uczestniczył w rozgrywkach europejskich.

### Rozgrywki krajowe
| \| Bułgaria \| Bilans występów klubu w rozgrywkach piłkarskich Bułgarii (Stan na 31 maja 2025 r.) \| \| |                                                                                    |        |       |   |   |   |    |    |     |                      |        |        |      |
| Poziom                                                                                                  | Rozgrywki                                                                          | Sezony | Mecze | Z | R | P | B+ | B– | Pkt | Lata                 | Awanse | Spadki | Naj. |
| I | Nacionałna futbołna diwizija / Dyrżawno pyrwenstwo                                 | 0      |       |   |   |   |    |    |     |                      | 0      | 0      |      |
| II | B RPG / Wtora PFG / Pyrwa PFL / B PFG / Wtora PFL                                  | 5      |       |   |   |   |    |    |     | 1921–1925, 1932/33   | 0      | 2      | 5    |
| III | Treta amatorska futbołna liga                                                      | 8+     |       |   |   |   |    |    |     | 1925–1932, 1933–19?? | 1      | ?      | 1    |
| IV | Obłastna futbołna liga                                                             | ?      |       |   |   |   |    |    |     | ?                    | ?      | ?      | ?    |
| | Puchar Bułgarii                                                                    | 0      |       |   |   |   |    |    |     |                      | 0      | 0      |      |
| Bułgaria                                                                                                | Bilans występów klubu w rozgrywkach piłkarskich Bułgarii (Stan na 31 maja 2025 r.) |        |       |   |   |   |    |    |     |                      |        |        |      |

## Struktura klubu

### Stadion
Klub nie miał swojego stadionu. Drużyna rozgrywała swoje mecze domowe w Sofii na stadionie Sławii, które znajdowało się obok Pomnika Rosyjskiego. Następnie, w latach 40. XX wieku, obiekt został zburzony i w tym miejscu wybudowano nowy stadion.  

## Kibice i rywalizacja z innymi klubami

### Derby
- SK Sofia
- Sławia Sofia
- FK 13 Sofia
- Atletik Sofia
- Rakowski Sofia
- Sława Sofia
- Pobeda Sofia
- Sokoł Sofia (1915–1926)
- Byłgaria Sofia